# پارادوکس اولبرس
پارادوکس اولبرس نام یکی از پارادوکس‌های معروف است که نخستین بار توسط هاینریش البرس در سال ۱۸۲۳ پرسیده شد. صورت کوتاه این پارادوکس چنین است:
چرا آسمان شب تاریک است؟

## پاسخ‌های نادرست
- گرد و غبار میان‌ستاره‌ای، دلیل نادرستی: این مواد نور ستاره‌ها را جذب می‌کنند و مانع رسیدن آنها به چشم ما می‌شوند اما مسأله اینجاست که جذب نور سرانجام آن قدر دمای گرد و غبار را بالا می‌برد که آن را به تابش و نورافشانی وامی‌دارد.
- انتقال به سرخ، دلیل نادرستی: بخشی از پرتوهای فرابنفش نیز سر از طیف مرئی درمی‌آورند و اثربخشی اول را تقریبا خنثی می‌کنند.

## پاسخ‌های درست
- از آنجائی که سرعت نور محدود است و عمر جهان بیش از ۱۴/۷ میلیارد سال نیست پس فاصله اجرام با ما بیش از ۲۰۰ میلیارد سال نوری باتوجه به مدل تورمی نیست. اجرامی که دارای فاصله بیشتر از ۱۴/۷میلیارد سال نوری هستند نورشان هرگز به ما نمی‌رسد و دیده نمی‌شود و در نتیجه احتمالا بخش عظیمی از تابش‌های رسیده از رسیدن به زمین بازمی‌مانند (نتیجه ثانویه چنین است که به مرور زمان شب‌ها روشنتر می‌شوند)
- نخست آن که کهکشان‌ها عمر لایتناهی ندارند، دوم آن که ستاره‌ها سرانجام تاریک می‌شوند و این اثر در کهکشان‌های نزدیک به خاطر فاصله نوری کوتاهتر زودتر قابل مشاهده‌است.

برهم نهی این دو عامل باعث می‌شود که ما هیچ وقت نتوانیم نور ستاره‌های دور و نزدیک را همزمان در همه جهات ببینیم.
نور دورترین ستاره‌ها هنوز به ما نرسیده‌است یا اگر برسد این سفر آن قدر طول می‌کشد که تعدادی از اجرام نزدیک در این فاصله خاموش می‌شوند.